# Neolarra batrae
Neolarra batrae är en biart som beskrevs av Shanks 1978. Neolarra batrae ingår i släktet Neolarra och familjen långtungebin. Inga underarter finns listade i Catalogue of Life.